# Барщевський Василь Гаврилович
Василь Гаврилович Барщевський (1822, Київ — 1915) — книговидавець, письменник.

## Родина
Київська родина Барщевських була відома ще з XVII століття. Дід, Петро Барщевський, закінчив Духовну академію, був купцем та був обраний бургомістром в Магістраті Києва. Батько, Гаврило Барщевський, вчився у Московському університеті, згодом був «совестним» мировим суддею при Київському магістраті. Мав четверо дітей: Василя, Афанасія, Тимофія і Параскеву.

## Біографія
Народився 1822 року в Києві. У 1832 році Василя Барщевського було віддано до 3-х класного повітового училища. 1836 року вступив до ІІ Київської гімназії. В 1849 році Василь Гаврилович вступив до Київської губернської креслярні, щоб дістати фах землеміра. 1852 року був відправлений до штату Московської межової канцелярії. Незадоволений чиновницькою службою, Василь Гаврилович перейшов на комерційну справу. Ознайомившись з нею у 1859 році повернувся до Києва. Одружився з дочкою купця Курлюковою Катериною. Відкрив книжкову торгівлю і влаштував при ній бібліотеку. Почав видавати книжки, серед яких «Демократія в Америці»
Токвіля (переклад Якубовича) зайняла перше місце.
Але видавнича справа не повелася. Василь Гаврилович втратив частину свого загалом невеликого капіталу. До того ж і комерція підупала. Та в цей час у Києві відкрилась Біржа (на розі Інститутської і Хрещатика) і Василь Гаврилович почав працювати маклером.
Василь Гаврилович був членом комісії народних читань. Для цих читань написав віршовану оповідь «Добрий син» Із життя Олександра Т, яка витримала дев'ять видань.
У 1864 році Василь Гаврилович увійшов до комітету по відкриттю публічних бібліотек (члени В. Шульгин, М. Бунге, Сліпушкін, Кільчевський) у Києві, Житомирі та Кам'янці-Подільському.

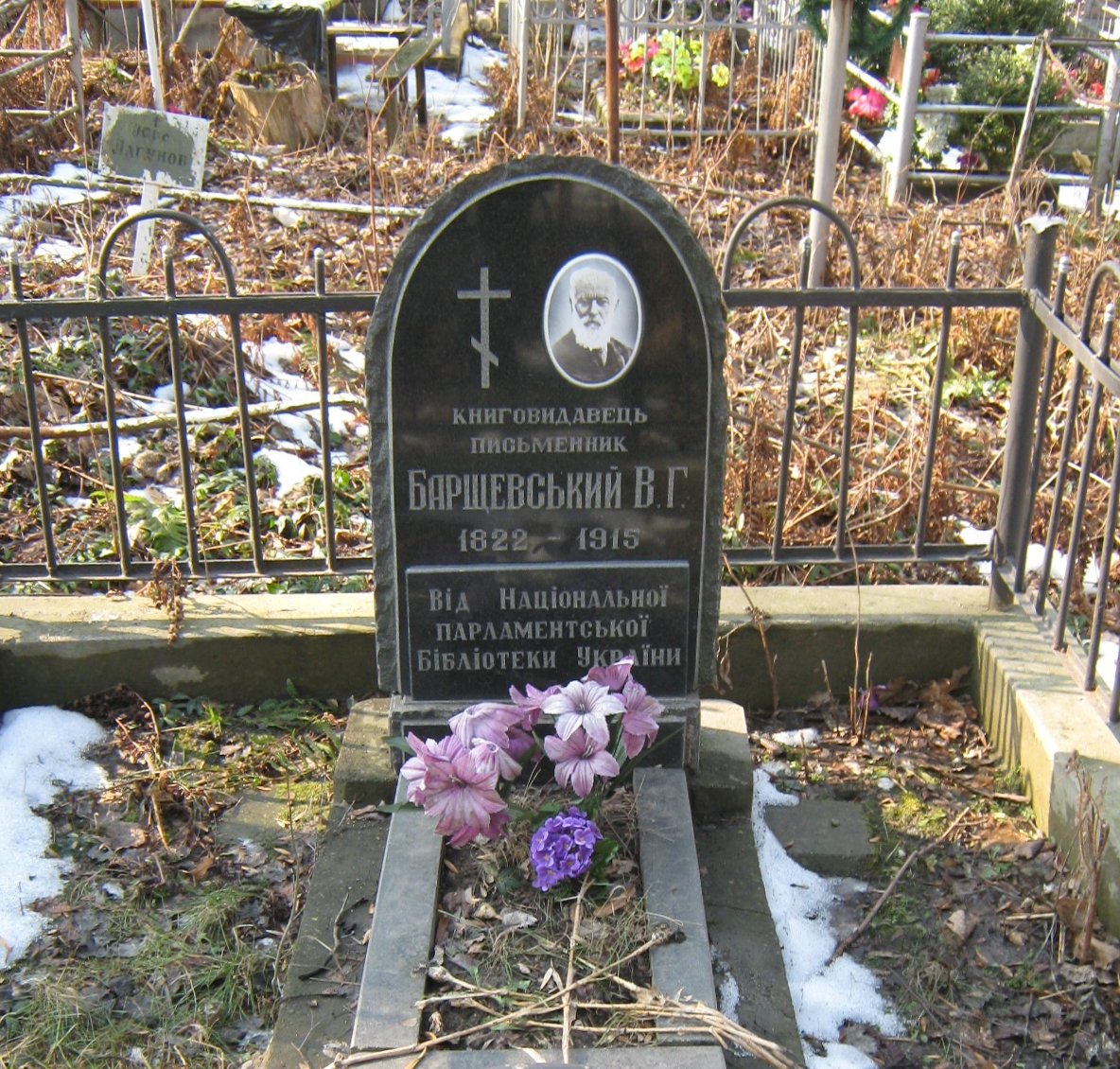
Могила Василя Барщевського

1898 року відзначалося 25-річчя Біржі. Він пройшов трудовий шлях від маклера до нотаріуса Біржі.
У Василя Барщевського було троє дітей: Анна, Олександр, Марія.
Василь Барщевський був почесним членом Київського товариства сприяння початковій освіті, розробив статут «Товариства прикажчиків», був одним із засновників Київської публічної бібліотеки, основу якої склала його власна бібліотека.
Василь Барщевський автор віршів, оповідань, мемуарів. У 1909 році в Києві було видано його «Збірник творів».
Помер у 1915 році. Похований на Лук'янівському цвинтарі (ділянка № 11).